# Słoneczna przygoda
Słoneczna przygoda / Kosmiczna przygoda (kor. 로보트왕 썬샤크, Roboteuwang sseonsyakeu, ang. Solar Adventure) – koreański film animowany z 1985 roku.
W Ameryce film ten został wydany w języku angielskim przez Adda Audio Visual Ltd. – przez hongkońskiego producenta Josepha Lai pod nazwą Solar Adventure, wersja ta trafiła do Europy i na niej oparte były późniejsze tłumaczenia na inne języki, m.in. francuski (Les Aventuriers du système solaire). W Polsce wersja amerykańska została wydana na kasetach VHS z lektorem i angielskim dubbingiem pod tytułem Słoneczna przygoda. W USA film został wydany także na DVD przez Digiview Entertainment.
Film obejmuje sceny mieszane – nakręcone z prawdziwymi aktorami oraz sceny animowane.
Część materiału filmowego została wykorzystana do stworzenia anime Żołnierze kosmicznej błyskawicy (Space Thunder Kids) (1991).

## Fabuła
W Korei Południowej grupa dzieci i ich nauczyciel spotykają pozaziemskich przyjaznych cudzoziemców, którzy ostrzegają ich przed niebezpieczeństwem zagrażającym ich krajowi: wrodzy najeźdźcy sprzymierzyli się z komunistyczną Koreą Północną, dostarczając nową broń dla Kim Il Sung.

## Wersja polska
Słoneczna przygoda (ang. Solar Adventure) – wersja wydana na VHS z angielskim dubbingiem i polskim lektorem.
- Dystrybucja w Polsce: Elgaz[5]